# Lhok Keutapang (Pidie)
Lhok Keutapang is een bestuurslaag in het regentschap Pidie van de provincie Atjeh, Indonesië. Lhok Keutapang telt 1371 inwoners (volkstelling 2010).